# Repertorium der handschriftlichen Nachlässe in den Bibliotheken und Archiven der Schweiz
Das Repertorium der handschriftlichen Nachlässe in den Bibliotheken und Archiven der Schweiz erschien erstmals 1967 in gedruckter Form in der Reihe Quellen zur Schweizer Geschichte. 1992 erschien eine stark erweiterte Auflage. 
Um diese Daten langfristig zu sichern und auszubauen, übernahmen das Schweizerische Literaturarchiv (SLA) und die damalige Schweizerische Landesbibliothek (SLB) das Repertorium und machten es Ende 1996 auf der Website der SLB online zugänglich. Von 2008 bis 2023 war das Repertorium in digital-dynamischer Form in der Archivdatenbank HelveticArchives der Schweizerischen Nationalbibliothek (NB) integriert. Die beiden gedruckten Ausgaben sind in digital-statischer Form – als PDF-Dateien – weiterhin online zugänglich.

## Editionen und Digitalisate
- Anne-Marie Schmutz-Pfister (Bearb.): Repertorium der handschriftlichen Nachlässe in den Bibliotheken und Archiven der Schweiz = Répertoire sommaire des fonds manuscrits conservés dans les bibliothèques et archives de Suisse = Repertorio sommario dei fondi manoscritti nelle biblioteche e negli archivi della Svizzera. Bearb. im Auftrag der Vereinigung Schweizerischer Bibliothekare und der Vereinigung Schweizerischer Archivare. Allgemeine Geschichtsforschende Gesellschaft der Schweiz, Bern 1967. (Quellen zur Schweizer Geschichte. Abt. 4, Handbücher; n. F., 8). Nachtrag: Zuwachsliste = Liste complémentaire = Lista complementaire: 1968-1978. Schweizerische Landesbibliothek, Bern 1980. (Digitalisat in e-Helvetica Access).
- Gaby Knoch-Mund (Bearb.): Repertorium der handschriftlichen Nachlässe in den Bibliotheken und Archiven der Schweiz = Répertoire sommaire des fonds manuscrits conservés dans les bibliothèques et archives de Suisse = Repertorio sommario dei fondi manoscritti nelle biblioteche e negli archivi della Svizzera. Bearb. im Auftrag der Vereinigung Schweizerischer Archivare und des Verbandes der Bibliotheken und der Bibliothekarinnen/Bibliothekare der Schweiz. 2., stark erweiterte Aufl. Allgemeine Geschichtforschende Gesellschaft der Schweiz, Bern 1992, ISBN 3-85513-401-4. (Quellen zur Schweizer Geschichte. Abt. 4, Handbücher; n. F., 8a). (Digitalisat in e-Helvetica Access).

## Vorübergehende Integration in HelveticArchives
Im Jahr 2008 nahmen die Schweizerische Nationalbibliothek und das Schweizerische Literaturarchiv die Datenbank HelveticArchives in Betrieb. Aus diesem Anlass wandelten sie die Daten des Repertoriums um und integrierten diese zusammen mehreren bisher separaten Adressverzeichnissen in ihre neue Archivdatenbank, und zwar als Bestandteil von ISplus. Dieser «Ast» des Archivplans wurde im Herbst 2023 deaktiviert und per 1. Mai 2024 (teilweise) abgelöst vom Schweizer ISIL-Verzeichnis. Dieses enthält die Namen und Adressen der Schweizer Gedächtnisinstitutionen, nicht aber die im Repertorium verzeichneten Archivbestände dieser Institutionen.